# Play-off-urile de calificare pentru Campionatul European de Fotbal 2012

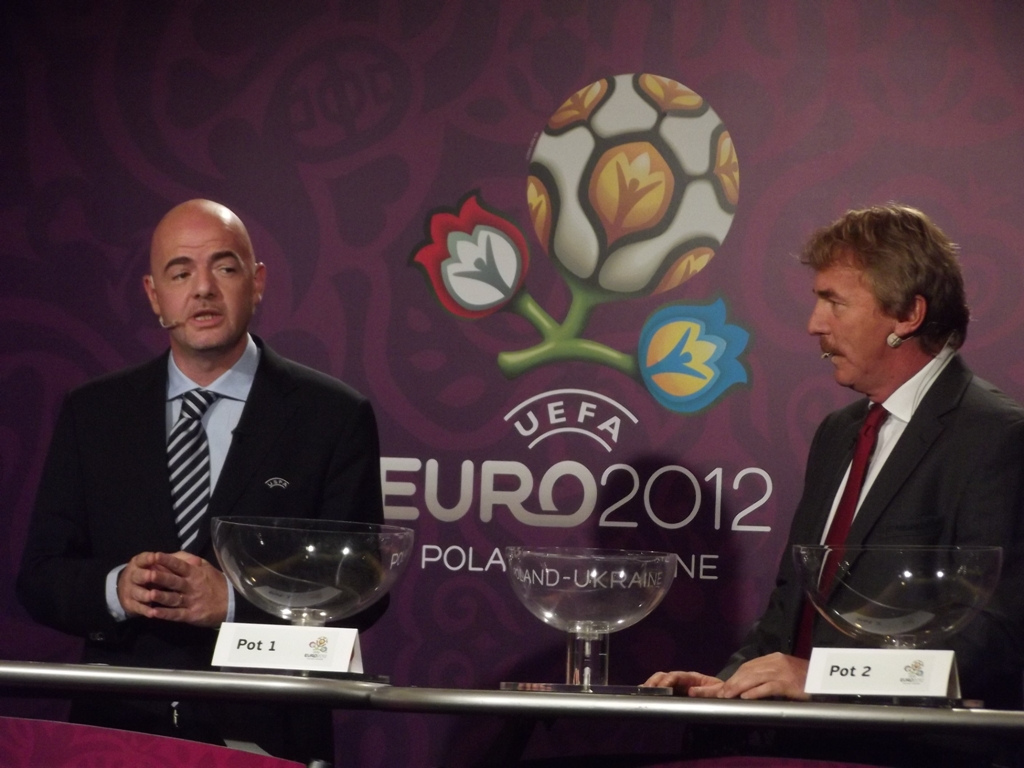
Gianni Infantino (stânga) și Zbigniew Boniek în timpul tragerii la sorți pentru play-off-uri

Play-off-urile de calificare pentru Campionatul European de Fotbal 2012 au fost jucate în două meciuri tur-retur pe 11 noiembrie, respectiv 15 noiembrie 2011.
Egalitate de puncte

Dacă două sau mai multe echipe erau la egalitate de puncte la terminarea calificărilor, următoarele criterii erau aplicate pentru a determina clasamentul:
1. Golaveraj superior de la acele meciuri
2. Număr mai mare de goluri marcate în aceste meciuri
3. Număr mai mare de goluri marcate în deplasare în aceste meciuri
4. Poziția în clasamentul UEFA
5. Clasamentul Fair play în aceste meciuri
6. Tragerea la sorți

Clasamentul final
| Grupa | Echipa                | MJ | V | E | Î | GM | GP | DG | GD | Pct |
| ----- | --------------------- | -- | - | - | - | -- | -- | -- | -- | --- |
| E     | Suedia                | 8  | 6 | 0 | 2 | 20 | 11 | +9 | 8  | 18  |
| H     | Portugalia            | 8  | 5 | 1 | 2 | 21 | 12 | +9 | 8  | 16  |
| F     | Croația               | 8  | 5 | 1 | 2 | 12 | 6  | +6 | 5  | 16  |
| B     | Republica Irlanda     | 8  | 4 | 3 | 1 | 10 | 6  | +4 | 4  | 15  |
| D     | Bosnia și Herțegovina | 8  | 4 | 2 | 2 | 9  | 8  | +1 | 4  | 14  |
| I     | Cehia                 | 8  | 4 | 1 | 3 | 12 | 8  | +4 | 9  | 13  |
| C     | Estonia               | 8  | 4 | 1 | 3 | 13 | 11 | +2 | 7  | 13  |
| G     | Muntenegru            | 8  | 3 | 3 | 2 | 7  | 7  | 0  | 2  | 12  |
| A     | Turcia                | 8  | 3 | 2 | 3 | 8  | 10 | −2 | 1  | 11  |

| Legend                                |
| ------------------------------------- |
| Calificate la turneul final           |
| Avansate în play-off-ul de calificare |

## Tragerea la sorți
Tragerea la sorți a avut loc pe 13 octombrie 2011 în Cracovia, Polonia.
Echipele au fost împărțite în două urne după cum urmează:
| Urna 1            | Urna 1 | Urna 1 |
| Echipa            | Coef   | Poz    |
| ----------------- | ------ | ------ |
| Croația           | 32.723 | 7      |
| Portugalia        | 31.202 | 11     |
| Republica Irlanda | 28.203 | 13     |
| Cehia             | 27.982 | 15     |

| Urna 2                | Urna 2 | Urna 2 |
| Echipa                | Coef   | Poz    |
| --------------------- | ------ | ------ |
| Turcia                | 27.601 | 18     |
| Bosnia și Herțegovina | 27.199 | 19     |
| Muntenegru            | 21.876 | 35     |
| Estonia               | 20.355 | 37     |

## Meciuri
| Echipa 1              | Scor gen. | Echipa 2          | Tur | Retur |
| --------------------- | --------- | ----------------- | --- | ----- |
| Turcia                | 0–3       | Croația           | 0–3 | 0–0   |
| Estonia               | 1–5       | Republica Irlanda | 0–4 | 1–1   |
| Cehia                 | 3–0       | Muntenegru        | 2–0 | 1–0   |
| Bosnia și Herțegovina | 2–6       | Portugalia        | 0–0 | 2–6   |

### Tur
| Bosnia și Herțegovina | 0 – 0  | Portugalia |
| --------------------- | ------ | ---------- |
|                       | Report |            |

| Turcia | 0 – 3  | Croația                           |
| ------ | ------ | --------------------------------- |
|        | Report | Olić 2' Mandžukić 32' Ćorluka 51' |

| Cehia                 | 2 – 0  | Muntenegru |
| --------------------- | ------ | ---------- |
| Pilař 63' Sivok 90+2' | Report |            |

| Estonia | 0 – 4  | Republica Irlanda                             |
| ------- | ------ | --------------------------------------------- |
|         | Report | Andrews 13' Walters 67' Keane 71', 88' (pen.) |

### Retur
| Croația | 0 – 0  | Turcia |
| ------- | ------ | ------ |
|         | Report |        |

Croația a câștigat cu scorul general 3-0 și s-a calificat pentru Campionatul European de Fotbal 2012.
| Muntenegru | 0 – 1  | Cehia       |
| ---------- | ------ | ----------- |
|            | Report | Jiráček 81' |

Cehia a câștigat cu scorul general 3-0 și s-a calificat pentru Campionatul European de Fotbal 2012.
| Republica Irlanda | 1 – 1  | Estonia       |
| ----------------- | ------ | ------------- |
| Ward 32'          | Report | Vassiljev 57' |

Irlanda a câștigat cu scorul general 5-1 și s-a calificat pentru Campionatul European de Fotbal 2012.
| Portugalia                                           | 6 – 2  | Bosnia și Herțegovina           |
| ---------------------------------------------------- | ------ | ------------------------------- |
| Ronaldo 8', 53' Nani 24' Postiga 72', 82' Veloso 80' | Report | Misimović 41' (pen.) Spahić 65' |

Portugalia a câștigat cu scorul general 6-2 și s-a calificat pentru Campionatul European de Fotbal 2012.

## Golgheteri
2 goluri
| - Robbie Keane | - Hélder Postiga | - Cristiano Ronaldo |  |

1 gol
| - Zvjezdan Misimović - Emir Spahić - Vedran Ćorluka - Mario Mandžukić - Ivica Olić | - Petr Jiráček - Václav Pilař - Tomáš Sivok - Konstantin Vassiljev - Keith Andrews | - Jonathan Walters - Stephen Ward - Nani - Miguel Veloso |

## Sancțiuni
| 1 cartonaș roșu - Senad Lulić - Raio Piiroja - Andrei Stepanov 2 cartonașe galbene - Raio Piiroja - Andrei Stepanov 1 cartonaș galben - Edin Džeko - Sanel Jahić - Haris Medunjanin - Saša Papac - Elvir Rahimić - Sejad Salihović - Emir Spahić - Vedran Ćorluka - Tomislav Dujmović - Mario Mandžukić - Ivica Olić - Domagoj Vida - Milan Baroš - Václav Pilař - Jan Rezek - Tomáš Sivok | 1 cartonaș galben (cont.) - Jarmo Ahjupera - Sergei Pareiko - Taavi Rähn - Martin Vunk - Dejan Damjanović - Nikola Drinčić - Miodrag Džudović - Milan Jovanović - Savo Pavićević - Milorad Peković - Stefan Savić - Mirko Vučinić - Fábio Coentrão - Hélder Postiga - Hamit Altıntop - Serkan Balcı - Hakan Balta - Emre Belözoğlu - Caner Erkin - Selçuk İnan - Egemen Korkmaz - Sabri Sarıoğlu - Arda Turan |